# Boeing X-53
Boeing X-53 eller X-53 Active Aeroelastic Wing (AAW) var et udviklingsprogram, der blev gennemført for at undersøge aerodynamiske egenskaber, aktiv styring og strukturel aeroelastisk adfærd på luftfartøjer med henblik på at maksimere fartøjernes ydeevne. Projektet blev gennemført i fællesskab mellem Air Force Research Laboratory, Boeing Phantom Works og NASAs Dryden Flight Research Center. De første ideer om de aktive aeroelastiske vinger opstod i midten af 1980'erne, hvor konceptet blev afprøvet i vindtunnel. Først noget senere gik man i gang med ideen i fuld størrelse, og det første fly, der havde installeret Active Aeroelastic Wings, en F-18 Hornet, gik i luften i 2002. I de følgende år fulgte en række test, og i 2006 fik projektet officielt navnet X-53.